# Kenny Hayes
Kenny Hayes, né le 16 avril 1987 à Toledo, dans l'Ohio, est un joueur américain de basket-ball. Il évolue au poste de meneur.

## Biographie
En juillet 2017, Hayes rejoint le Limoges CSP.
À l'été 2021, Hayes rejoint le Pallacanestro Forlì 2.015 (en), club italien de seconde division.

## Palmarès
- Most Improved Player de la NBA Development League 2012